# А що як... світ втратив би своїх наймогутніших героїв?
«А що як... світ втра́тив би свої́х наймогу́тніших геро́їв?» (англ. What If... the World Lost Its Mightiest Heroes?) — третій епізод першого сезону американського анімаційного телесеріалу «А що як...?», заснованого на однойменній серії коміксів Marvel. У ньому досліджується, що сталося б, якби події коміксу «Fury’s Big Week» (2012), пов'язаного з Кіновсесвітом Marvel (КВМ), відбулися б по-іншому, коли кампанія Ніка Ф'юрі з вербування Месників була зірвана низкою смертей. Сценарій епізоду написали A. С. Бредлі і Меттью Шонсі, а режисером виступив Браян Ендрюс.
Джеффрі Райт розповідає події мультсеріалу в ролі Спостерігача, і в озвучці епізоду також взяли участь Семюел Л. Джексон (Ф'юрі), Джеремі Реннер, Марк Руффало, Том Гіддлстон, Кларк Ґреґґ, Джеймі Александр, Френк Ґрілло, Лейк Белл і Мік Вінґерт. Розробка серіалу почалася до вересня 2018 року, і Ендрюс приєднався незабаром після цього, і очікувалося, що безліч акторів повернуться до своїх ролей з фільмів; події коміксу «Fury's Big Week» частково показані у фільмах «Неймовірний Галк» (2008), «Залізна людина 2» (2010) і «Тор» (2011). В епізоді також переосмислені інші моменти КВМ, що стає таємницею вбивства в стилі історії Аґати Крісті. Анімацію до епізоду надала студія Blue Spirit, причому Стефан Франк виступив в якості глави анімації.
«А що як... світ втратив би своїх наймогутніших героїв?» вийшов на Disney+ 25 серпня 2021 року. Критики в цілому визнали епізод найслабшим з перших трьох епізодів через його менш ясного сценарію «а що як?», але його більш похмура сюжетна лінія для проєкту КВМ отримала похвалу. Озвучка в епізоді і зв'язки з фільмами КВМ отримали змішані відгуки.

## Сюжет
У 2011 році протягом тижня директор «Щ.И.Т.» Нік Ф'юрі намагається завербувати героїв для «Ініціативи "Месники"», починаючи з Тоні Старка. Агент Наташа Романова робить Старку укол, щоб полегшити його отруєння паладієм, але це призводить до його смерти. «Щ.И.Т.» затримує Романову, але Ф'юрі допомагає їй втекти, щоб вона могла знайти вбивцю. Тим часом недостойний Тор прибуває в Нью-Мексико і намагається повернути свій молот мйольнір, але його випадково вбиває агент Клінт Бартон. Потім Бартон вмирає в тюрмі «Щ.И.Т.а».
Щоб проаналізувати, що вбило Старка, Романова звертається до лікаря Бетті Росс, яка виявляє, що в Старка був введений мікроскопічний снаряд. Ф'юрі робить висновок, що вбивця націлився на його список новобранців «Ініціативи "Месники"», що робить Романову і Брюса Беннера цілями. Романова виявляє, що Росс ховає Беннера якраз в той момент, коли батько Бетті, генерал Таддеус Росс, прибуває, щоб заарештувати їх. У Беннера стріляють і він перетворюється на Галка, який нападає на людей генерала Росса, після чого він раптово вибухає.
Раптово на Землю прибуває Локі з армією Асґарда, щоб помститися за вбивство Тора. Ф'юрі домовляється про тимчасове перемир'я, щоб знайти вбивцю. Романова виявляє, що хтось використовував профіль померлого агента для доступу до мережі «Щ.И.Т.». Потім Романову вбивають, хоча перед смертю вона посилає Ф'юрі повідомлення, в якому повідомляє, що ці смерті пов'язані з Гоуп Ф'юрі розуміє, що Романова мала на увазі Гоуп ван Дайн, яка загинула на завданні після того, як Ф'юрі завербував її в якості агента «Щ.И.Т.». 
Ф'юрі пропонує союз з Локі, щоб зловити вбивцю, і вони протистоять батькові Гоуп, Генку Піму, на її могилі. Пім створив костюм «Жовтого шершня», який він використовував для здійснення вбивств, щоб помститися Ф'юрі. Локі перемагає Піма, якого беруть під варту в Асґард, а потім вирішує залишитися на Землі і підпорядкувати людство, швидко ставши правителем Мідґарду. Ф'юрі починає збирати нових героїв, знаходить Стіва Роджерса, замороженого в льоду, і викликає Керол Денверс на Землю.

## Виробництво

### Розробка
До вересня 2018 року Marvel Studios розробляла анімаційний серіал-антологію, заснований на серії коміксів «What If», у якому буде розглянуто, як би змінилися фільми Кіновсесвіту Marvel (КВМ), якби певні події відбулися по-іншому. Головний сценарист А. С. Бредлі приєдналася до проєкту в жовтні 2018 року а режисер Браян Ендрюс зустрівся з виконавчим продюсером Marvel Studios Бредом Віндербаумом щодо проєкту ще в 2018 році; про участь Бредлі і Ендрюса було офіційно оголошено в серпні 2019 року. Бредлі, Ендрюс і Віндербаум, поряд з Кевіном Файґі, Луїсом Д'Еспозіто і Вікторією Алонсо стали виконавчим продюсерами.:2. Бредлі і Меттью Шонсі написали сценарій до третього епізоду під назвою «А що як... світ втратив би своїх наймогутніших героїв?». У ньому представлена альтернативна сюжетна лінія супутнього коміксу КВМ «Fury's Big Week», який охоплює події, які частково показані у фільмах «Неймовірний Галк» (2008), «Залізна людина 2» (2010) і «Тор». Також були переосмислені моменти з безлічі інших фільмів КВМ в альтернативній сюжетної лінії епізоду. «А що як... світ втратив би своїх наймогутніших героїв?» Був випущений на Disney+ 25 серпня 2021 року.

### Сценарій
Віндербаум визнав, що «Fury's Big Week» була «неясною деталлю, про яку знають лише віддані фанати», причому Джейк Кляйнман з Inverse висловив думку, що взаємопов'язана природа «Неймовірного Галка», «Залізної людини 2» і «Тора», ймовірно, стане новим одкровенням для багатьох глядачів. Незважаючи на це, Marvel Studios була «дуже обізнана» про «Fury's Big Week» і запропонувала Бредлі на початку розробки серіалу, щоб вона заснувала епізод на ньому. Її початкова задумка була для комедійного епізоду, натхненного французьким фарсом, де «все просто розвалюється», але креативщики визнали, що комедійний тон буде погано відповідати подіям, коли вони розбирали історію. 
В альтернативній сюжетної лінії епізоду кампанія Ніка Ф'юрі з вербування Месників зірвана низкою смертей, стаючи таємницею вбивства в стилі історії Аґати Крісті. Бредлі пояснила, що знищення планів Ф'юрі щодо «Ініціативи "Месники"» викликав у нього «криза віри», змусивши персонажа задуматися, чи був він «коли-небудь на правильному шляху? І що йому робити далі тепер, коли його найбільший план перетворився на попіл?». Це призводить до сцени нічний закусочної в епізоді, де Ф'юрі розуміє, що «світ потребує Месники, і хоча він, можливо, втратив перші імена в списку, є й інші герої». У цій сцені було більше матеріалу в оригінальному сценарії, який був вирізаний з фінального епізоду.
Ідея епізоду була задумана «майже задом наперед», вирішивши спочатку результат альтернативної сюжетної лінії, перш ніж визначити зміну в тимчасовій лінії КВМ, яке могло б її викликати. Для цього сценаристам довелося придумати, хто буде вбивати Месників. Запитавши, хто б в цей період часу ненавидів їх досить сильно, щоб убити, Віндербаум запропонував Генка Піма з фільмів «Людина-мураха» (2015) і «Людина-мураха і Оса» (2018). Бредлі погодилася, що Пім міг би зробити це, якщо б втратив свою дочку Гоуп ван Дайн, оскільки він «не зміг би возз'єднатися зі своєю дочкою до цього моменту в лінії часу. Втрата її, після втрати його дружини, це звело б його з розуму». Вона розвинула ідею про те, що Ф'юрі вербує Гоуп в якості агента «Щ.И.Т.», а потім вона гине на завданні. Епізод передбачає, що ван Дайн була відправлена на місію в Одесу, яку Наташа Романова обговорює у фільмі «Капітан Америка: Зимовий солдат» (2014 року). У цій версії Романової вижила після пострілу Зимовим солдатом, але у версії цього епізоду ван Дайн вмирає. На додаток до зміни подій «Fury's Big Week» з планом помсти Пім ці зміни також призводять до переосмислення сцен з «Месників» (2012) в епізоді.
Продовжуючи обговорення епізоду, Кляйнман відчув, що перегляд подій «Неймовірного Галка» в епізоді допоміг зміцнити зв'язок цього фільму з КВМ, оскільки він «ніколи не відповідав решти КВМ тонально або стилістично». Ерік Томас з DiscussingFilm вважав забавним обговорювати «Неймовірного Галка» як фільм КВМ через відсутність посилань на нього в більш пізніх проектах КВМ, але Бредлі так не відчувала, будучи фанатом всіх фільмів КВМ, і підійшла до сцен «Неймовірного Галка» в епізоді так ж, як і до інших фільмів КВМ. Сценаристи хотіли вибрати знакові сцени з кожного фільму в «Fury's Big Week», які глядачі могли б легко впізнати. Спочатку вони хотіли показати сцену битви в Гарлемі в кінці «Неймовірного Галка», але врешті-решт перейшли на більш ранню сцену бою в Університеті Калвера, тому що вона краще підходила для їх історії. 

### Кастинг

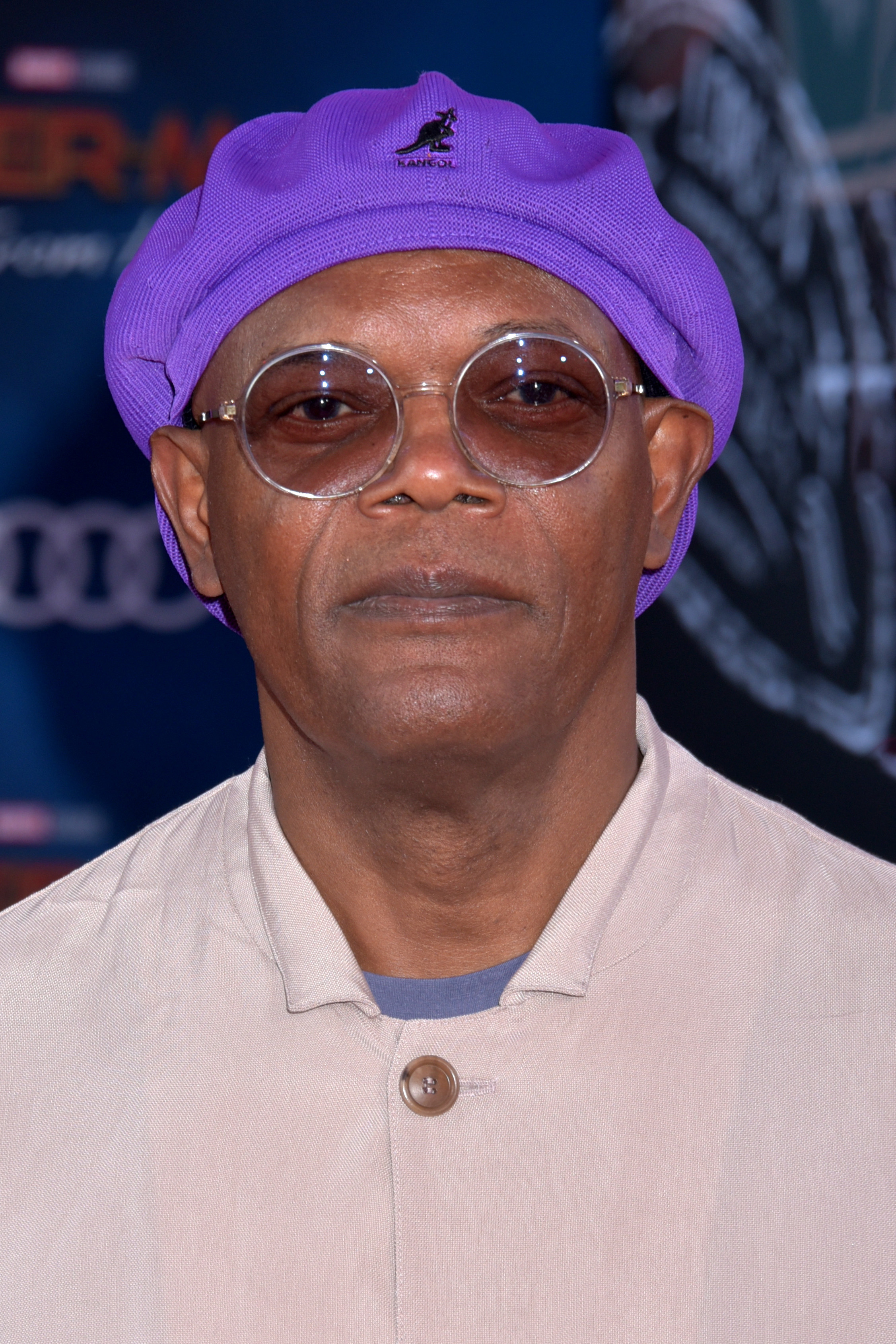
Семюел Л. Джексон повернувся до своєї ролі Ніка Ф'юрі з КВМ в епізоді, який розповідає альтернативну сюжетну лінію супутнього коміксу «Fury's Big Week» (2012)

Джеффрі Райт розповідає події епізоду в ролі Спостерігача, причому Marvel планувала, щоб інші персонажі серіалу були озвучені акторами, які зображували їх у фільмах КВМ. У цьому епізоді до озвучення своїх персонажів повернулися Семюел Л. Джексон (Нік Ф'юрі), Майкл Дуґлас (Генк Пім / Жовтий шершень), Кларк Ґреґґ ( Фил Колсон ), Френк Грілло ( Брок Рамлов), Джеремі Реннер (Клінт Бартон / Соколине око), Марк Руффало (Брюс Беннер / Галк), Том Гіддлстон (Локі) і Джеймі Александр (Сіф). Ґреґґ імпровізував різні репліки під час запису, в тому числі деякі «фанатські» моменти, пов'язані з появою Тора, у якого немає реплік в цьому епізоді, поряд з Руйнівником і войовничий Трійці.  
Едвард Нортон зображував Брюса Беннера в «Неймовірний Галк», після чого Руффало взяв на себе роль в наступних фільмах КВМ. Цей епізод інтегрує версію персонажа Руффало в альтернативні версії сцен з цього фільму, які, на думку Кляйнман, створили «набагато більш чітку безперервність» між «Неймовірним Галком» і іншою частиною історії Беннера в КВМ. Незважаючи на це, показана версія Брюса Беннера більше схожа на Нортона, ніж на Руффало. Бредлі на початку розробки пожартувала, що вони повинні попросити Нортона повернутися до своєї ролі, якщо Руффало НЕ буде доступний, але на той час Руффало вже погодився повернутися в серіалі. Нові актори, які змінюють зірок КВМ в епізоді, включають Лейк Белл в ролі Наташі Романової / Чорної вдови, що замінила Скарлетт Йоханссон ; Міка Уінгерта в ролі Тоні Старка / Залізну людину, який замінив Роберта Дауні-мол. ; Стефані Паніселло в ролі Бетті Росс, що замінила Лів Тайлер ; Майк МакГілл в ролі Таддеус Росса, який замінив Вільяма Герта; і Олександра Деніелс в ролі Керол Денверс / Капітана Марвел, що замінила Брі Ларсон. Незазначений в титрах актор озвучує Джека Роллінса, замість Каллана Мелвея.

### Анімація
Анімацію до епізоду надала студія Squeeze, :29:40:4 причому Стефан Франк виступив в якості глави анімації. Ендрюс розробив сіл-шейдінговий стиль анімації серіалу з Райаном Майнердінгом, главою відділу візуального розвитку Marvel Studios. Хоча серіал має послідовний художній стиль, такі елементи, як кольорова палітра, розрізняються між епізодами:4. Концепт-арт для епізоду включений в фінальні титри, Marvel випустила його онлайн після прем'єри епізоду. 

### Музика
Композитор Лора Карпман об'єднала елементи існуючих партитур КВМ з оригінальною музикою для серіалу, але вважала за краще в основному написати оригінальну партитуру для цього епізоду, а не комбінувати музику з усіх різних фільмів, які адаптує епізод.. Вона порівняла свою музику з саундтреком до серіалу «Локі», назвавши свою партитуру «дивною і модерністською» з новою темою для сюжетної лінії «таємниця вбивства». Саундтрек до епізоду був випущений в цифровому форматі компаніями Marvel Music і Hollywood Records 27 серпня 2021 року і містив музику композитора Лорі Карпман.
| А що як... світ втратив би своїх наймогутніших героїв? (Оригінальний саундтрек) | А що як... світ втратив би своїх наймогутніших героїв? (Оригінальний саундтрек) | А що як... світ втратив би своїх наймогутніших героїв? (Оригінальний саундтрек) |
| #                                                                               | Назва                                                                           | Тривалість                                                                      |
| ------------------------------------------------------------------------------- | ------------------------------------------------------------------------------- | ------------------------------------------------------------------------------- |
| 1.                                                                              | «All in One Week»                                                               | 1:24                                                                            |
| 2.                                                                              | «Can't Wait»                                                                    | 0:58                                                                            |
| 3.                                                                              | «Hold This»                                                                     | 0:46                                                                            |
| 4.                                                                              | «Missing»                                                                       | 0:57                                                                            |
| 5.                                                                              | «Sound the Alarm»                                                               | 2:17                                                                            |
| 6.                                                                              | «Smells Like Lavender»                                                          | 3:22                                                                            |
| 7.                                                                              | «Maybe Middle Earth»                                                            | 1:10                                                                            |
| 8.                                                                              | «Ancient Winters»                                                               | 1:15                                                                            |
| 9.                                                                              | «Double Trouble»                                                                | 1:14                                                                            |
| 10.                                                                             | «Blast»                                                                         | 1:33                                                                            |
| 11.                                                                             | «You Won't Win»                                                                 | 1:59                                                                            |
| 12.                                                                             | «One More Left»                                                                 | 1:28                                                                            |
| 13.                                                                             | «Sound and Fury»                                                                | 2:45                                                                            |
| 14.                                                                             | «Don't Give a Damn»                                                             | 1:04                                                                            |
| 15.                                                                             | «Honor Her»                                                                     | 1:08                                                                            |
| 16.                                                                             | «Taken Out»                                                                     | 0:51                                                                            |
| 17.                                                                             | «Hope Never Dies»                                                               | 0:51                                                                            |
| 25:02                                                                           |                                                                                 |                                                                                 |

## Маркетинг
26 серпня Marvel випустила рекламний постер до епізоду з Ніком Ф'юрі і цитатою з епізоду. Після виходу епізоду Marvel оголосила про продаж товарів в рамках щотижневої акції «Marvel Must Haves» для кожного епізоду серіалу, включаючи одяг і аксесуари, засновані на Спостерігачах і різних героях.

## Сприйняття
Крістен Говард з Den of Geek назвала цей епізод «кумедним, звивистих детективом», який був «класичної історією "А що як...?", [Що використовує] дуже дурний твіст, щоб продемонструвати, наскільки все могло бути погано». Вона була шокована смертю Месників, насолоджувалася діалогами Колсона, а також розкриттям Піма в ролі Жовтого шершня і дала епізоду 4 з 5 зірок. Том Йорґенсен з IGN дав йому оцінку 7 з 10 і був здивований, побачивши таємні вбивства в КВМ. Він назвав це «самим темним відхиленням Marvel від канону» і сказав, що смерть Старка, Галка і Тора «дивно похмура», але також правдоподібна, оскільки вони використовували напруга, з яким стикався кожен герой. Він думав, що епізоду потрібно більше часу і уваги, щоб краще розкрити його таємницю, але він був упевнений в тому, що Пім є вбивцею, тому що він бачив це як логічне продовження історії персонажа в «Людині-мурасі». Йоргенсен відчував змішані почуття з приводу озвучення, вихваляючи «дивно послідовну» роботу Джексона в ролі Ф'юрі і описуючи Вінгерта в ролі Тоні Старка як «абсолютно придатного для використання», але задавався питанням, чому впізнаваний голос Белл був обраний замість актриси, яка звучала б більш схоже на Йоханссон. Він також відчував, що характеристика Романової була більш гумористичної, ніж у фільмах Першої фази, і порівнював виступ Ґреґґа більше з його появою в «Капітана Марвел» (2019), ніж з його появами в Першій фазі. Метт Ґолдберґ з Collider був радий, що епізод не просто поміняв одного персонажа на іншого, як перші два, і похвалив його «похмуро-комічний тон», який грав з очікуваннями глядачів.
Алан Сепінуолл з «Rolling Stone» порахував епізод менш захоплюючим, ніж перші два епізоди, як тому, що це була альтернативна сюжетна лінія для «менших фільмів КВМ», так і тому, що в задумом був менш чіткий сценарій «А що як». Незважаючи на це, він був вражений масштабом епізоду і подумав, що час з Ф'юрі «ніколи не здається змарнованим», додавши, що з перших трьох епізодів цей найбільше схожий на комікси «What If». Енджі Хан з «The Hollywood Reporter» відчувала, що епізод «менше може запропонувати емоційної або тематичної глибини, і [не зміг] навіть нашкребти задовільний рішення таємниці, яку він представляє». Сем Барсанті з The AV Club був ще більш критичний до епізоду, поставивши йому «С +» і вважаючи, що на даний момент він був з «найслабшою задумкою "а що як"». Він не знав, що задумка «Fury's Big Week» вже існувала до цього епізоду, і йому було важко повірити, що події «Неймовірного Галка» відбулися на тому ж тижні, що і події «Залізної людини 2» і «Тора». Він також описав багато «детективні» елементи епізоду як «досить дурні», а не просто «дурні в стилі "А що як...?"», І відчув, що вони відволікали від історії. Розкриття того, що епізод був зосереджений на Гоуп ван Дайн, було «там моментом, де все дійсно почало руйнуватися» для Барсанті, хоча йому сподобалося все після того, як з'ясувалося, що Пім є вбивця, включаючи виступ Дугласа, «Локі будучи Локі» і тизер на майбутню історію з Капітаном Америкою і Капітаном Марвел.
Як і Барсанті, Адам Розенберґ з Mashable також не знав про «Fury's Big Week» і виявив комікс після перегляду епізоду. Він задався питанням, чому серіал адаптує щодо невідомий комікс, коли перші два епізоди були присвячені популярних фільмів, заявивши: «Цинік сказав би вам, що Marvel, ймовірно, зробив це, щоб збільшити продажі [коміксу]. Реаліст сказав би, що "Fury's Big Week" — просто дійсно крута і вес`лая платформа для історії "А що як...? "». Однак Розенберґ припустив, що у Marvel було ще одне намір включити цю історію в серіал, і почав теоретизувати, що це може означати з точки зору більш широкої КВМ і мультивсесвіту. Ітан Андертон з /Film вважав, що епізод створив «свого роду епічну кульмінацію, яка, імовірно, створить оповідальну зв'язок між епізодами», відійшовши від антологічного, індивідуального формату епізодів серіалу. 